# Redde rationem

Expresia latină redde rationem, tradusă literalmente, înseamnă „a da socoteală”. Este luat din Evanghelia după Luca (16:2).
Evanghelistul Luca redă povestea unui om bogat care încredințase unui administrator supravegherea averii sale. Când i-a ajuns la urechi zvonul că administratorul îi irosește averea încredințată, l-a chemat și i-a cerut să dea socoteală pentru faptele sale, spunând: „redde rationem villicationis Tuae: iam enim non poteris villicare” adică „dă socoteală de isprăvile tale, căci s-ar putea să nu mai fii administrator”.
În limba italiană uzuală expresia este folosită cu sensul de confruntare, ca de exemplu în propoziția: „Siamo giunti al  redde rationem!” („am ajuns la redde rationem”).